# Karen Anderson (Leichtathletin)
Karen Anderson (Karen Linnea Anderson, verheiratete Oldham; * 5. April 1938 in Denver) ist eine ehemalige US-amerikanische Speerwerferin.
1955 siegte sie bei den Panamerikanischen Spielen in Mexiko-Stadt.
Bei den Olympischen Spielen wurde sie 1956 in Melbourne Achte und kam 1960 in Rom auf den 13. Platz, wobei sie in der Vorrunde mit 50,62 m ihre persönliche Bestleistung aufstellte.
Von 1954 bis 1956 wurde sie dreimal in Folge US-Meisterin.